# Hypsiprymnodon moschatus
El canguro rata almizclado (Hypsiprymnodon moschatus) es una especie de marsupial diprotodonto de la familia Hypsiprymnodontidae propia de Australia y es el único miembro viviente de su género y familia. Su nombre vulgar alude al olor emitido por ambos sexos.

## Descripción

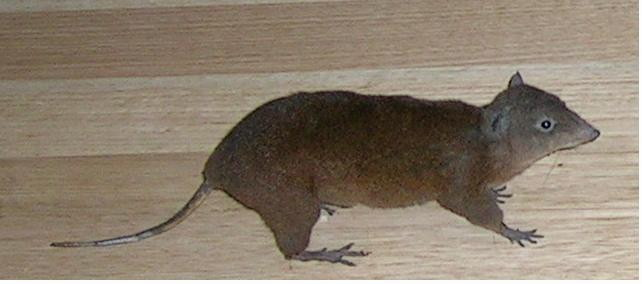
Canguro rata almizclado.

Es el macropodiforme de menor tamaño y el más primitivo. Se considera que en muchos aspectos es una evidencia de los orígenes evolutivos de los canguros a partir de las zarigüeyas. Superficialmente es similar a los canguros rata. La coloración de su pelaje es parda o gris herrumbroso, más brillante en el dorso y más pálido en las partes inferiores. Algunos ejemplares tienen, además, una zona de color blanco en la garganta que se extiende como una estrecha línea hasta el pecho. Las orejas carecen de pelo y son oscuras, finas y redondeadas. Difiere del resto de macropodiformes por tener el primer dedo del pie, en el cual falta la uña, y pese a no ser oponible como en los falangeros sirve para mostrar su afinidad con estos; la cola, además es escamosa y carece de pelo.
Son pequeños marsupiales escasamente más grandes que una rata; tienen una longitud cabeza-cuerpo de entre 208 y 341 mm, más la cola que mide entre 123 y 65 mm y un peso que varía entre 337 y 680 g.
Su fórmula dental es la siguiente: (i 3/1, c0-1/10, pm 2/2, m4/4) x2= 32 o 34.

## Distribución y hábitat
Es endémico de Australia, donde está restringido a bosques tropicales de una zona relativamente reducida del noreste del estado de Queensland, encontrándose desde el nivel del mar hasta los 1.100 m de altitud. Habita zonas de densa vegetación en torno a lagos y arroyos.

## Comportamiento

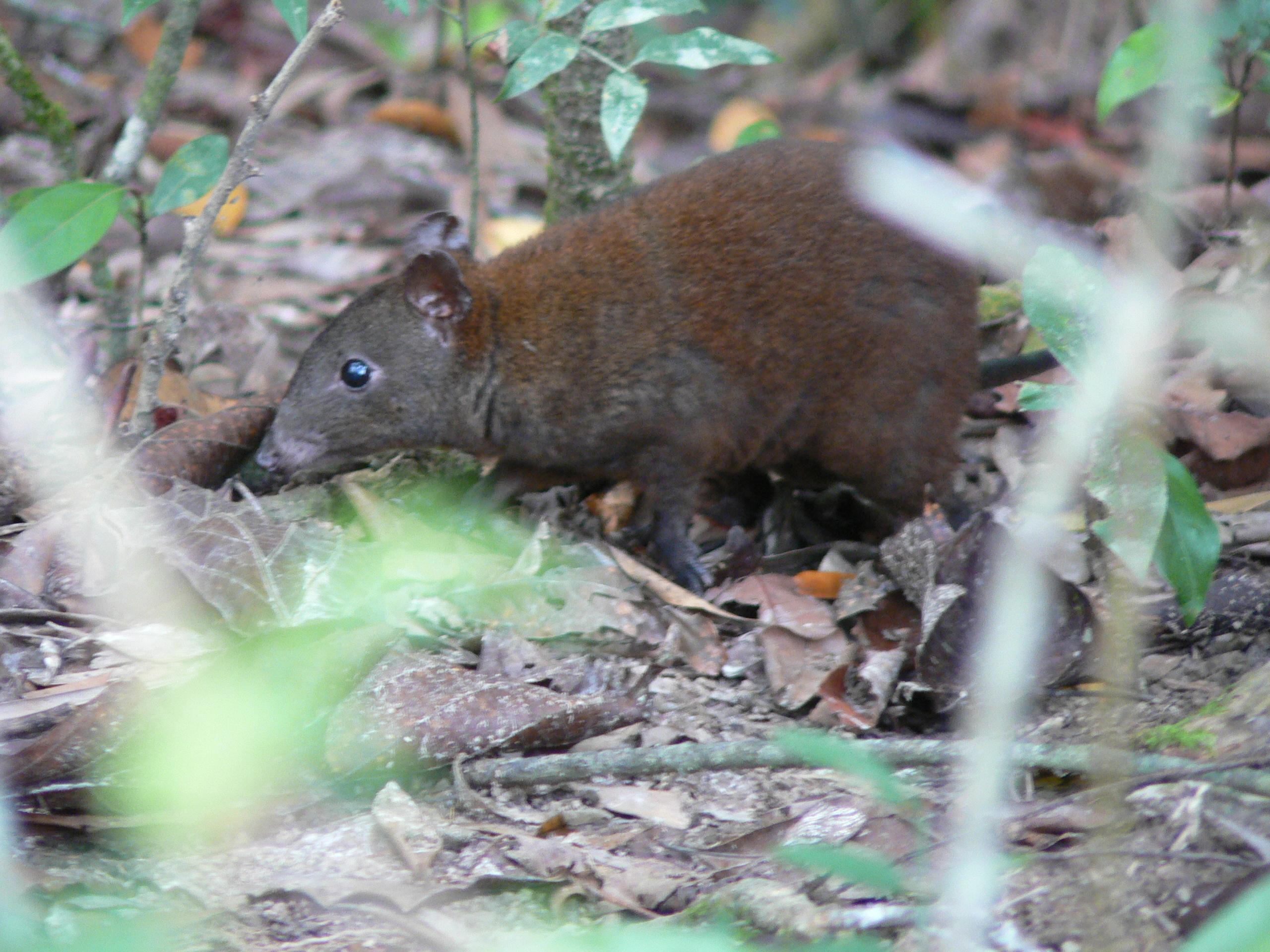
Hypsiprymnodon moschatus

Es de hábitos estrictamente diurnos, refugiándose durante la noche en su nido, y aunque es un animal solitario se han observado pequeños grupos de hasta tres o más individuos buscando comida.
Es omnívoro, se alimenta de materia vegetal, además de insectos e invertebrados que encuentra revolviendo la hojarasca del suelo de la selva. Habitualmente cuando se desplaza rápidamente lo hace dando botes en lugar de brincar, pero a diferencia del resto de macropodiformes lo hace utilizando sus cuatro patas.
No muestra los mismos patrones reproductivos que los canguros, y no presenta diapausa embrionaria. La época de cría tiene lugar de febrero a julio durante la estación lluviosa. Las hembras paren de 1 a 4 crías, pero habitualmente son 2. Abandonan el marsupio de la madre tras 21 semanas y a partir de entonces pasan una parte considerable del día en el nido. Ambos sexos alcanzan la madurez sexual al año.

## Registro fósil
Se han encontrado especímenes fósiles desde el Mioceno. La única especie descrita hasta el momento es H. bartholomaii Flannery & Archer, 1987.